# Ivan Klodič
Ivan Klodič plemeniti Sabladoski (tudi Giovanni Clodig), slovenski matematik, fizik in meteorolog, * 14. junij 1828, Hlodič, Grmek, † 5. marec 1898, Videm.

## Življenje in delo
Rodil se je v Hlodiču pri Grmeku v družini kmetovalca in gostilničarja Valentina in gospodinje Marije Klodič rojene Tomasettig. Gimnazijo je končal v Vidmu. Za preživljanje si je moral pomagati s poučevanjem sošolcev izven šole. Čeprav sta starša želela, da bi postal duhovnik, je odšel na Univerzo v Padovi, kjer je študiral matematiko, fiziko in meteorologijo ter 12. avgusta 1852 doktoriral. Do 1866. je poučeval fiziko in matematiko na različnih šolah. Leta 1866 je bil v Vidmu imenovan za rednega profesorja fizike na novoustanovljenem tehniškem inštitutu (Istituto tecnico), kjer je poučeval do upokojitve.
Klodič je po letu 1866 v Vidmu organiziral meteorološko službo Furlanije, pri čemer sta mu pomagali Furlansko kmetijsko društvo (Associazione Agraria Friulana) in Videmska Akademija (Accademia Udinese di Scienze Lettere ed Arti). Osrednja meteorološka postaja je bila v Vidmu, ob njej pa še v Pordenonu, Tolmeču in Tablji, kmalu pa se je razvila mreža z desetimi postajami. Klodič je poročila s postaj zbiral, obdeloval in objavljal. Leta 1867 je začel izdajati drobne knjižice z naslovom Le osservazioni meteorologiche in Udine per l'anno .... (Meteorološki podatki za Videm za leto ...) ter z izdajanjem nadaljeval do smrti. 23. avgusta 1869 je na osnovi zračnega tlaka izmeril višino gore Matajur (izmeril je višino 1617,17 m) ter o tem 1870. objavil razpravo Livellazione barometrica del monte Matajur nel Friuli (Barometrska določitev nadmorske višine gore Matajur v Furlaniji).
Videmska Akademija je na osnovi Klodičevega dela ustanovila poseben odbor, ki je sistematično zbiral podatke v Videmski pokrajini ter zbrano gradivo izdal v štirih knjigah Annuario Statistico Provincia di Udine (Statistični letopis Videmske pokrajine) (1876-1889). Klodič je v prvih dveh knjigah objavil monografiji Clima della Privincia di Udine (Podnebje v Videmski pokrajini). Leta 1879 je začel v glasilu Furlanskega kmetijskega društva Il Bollettino objavljati poročila o vremenu v skoraj vsaki številki do 1883.